# 33 FC Budapest
„33“ Football Clubja, kurz 33 FC, war ein ungarischer Fußballverein aus Budapest. Er spielte insgesamt 28 Jahre in der ersten ungarischen Liga, der Nemzeti Bajnokság.
2011 wurde unter demselben Namen ein neuer Verein gegründet, der sich bislang erfolgreich im unteren Amateurbereich behauptet.

## Geschichte
33 FC wurde im Jahr 1900 im Budapester Stadtteil Óbuda gegründet und spielte in der Saison 1902 erstmals in der ersten ungarischen Liga, der Nemzeti Bajnokság. Im ersten Jahr erzielte er mit dem dritten Platz seinen größten Erfolg. Anschließend kämpfte der Klub um den Klassenverbleib und musste am Ende der Saison 1906/07 schließlich aus der Liga absteigen. Der sofortige Wiederaufstieg wurde in der Relegation verpasst. 1910 kehrte 33 FC ins Oberhaus zurück. Dort konnte der Verein sich bis zur Saison 1920/21 halten, schaffte dabei häufig knapp den Klassenerhalt oder platzierte sich im Mittelfeld. Im Jahr 1923 gelang der Wiederaufstieg, auf den in der Spielzeit 1923/24 der sofortige Abstieg folgte. Schon 1925 kehrte der Klub in die erste Liga zurück.
Mit Gründung der ungarischen Profiliga im Jahr 1926 änderte der Klub seinen Namen in Budai 33 (deutsch 33 aus Buda) und im Jahr 1930 in Budai 11 (deutsch 11 aus Buda). Am Ende der Saison 1937/38 musste der Klub nach 13 Jahren ununterbrochener Ligazugehörigkeit wieder absteigen. Nach Ende des Zweiten Weltkrieges wurde der Name wieder in 33 FC geändert, ehe sich der Verein im Jahr 1958 auflöste.

## Ehemalige Spieler
- János Biri
- Zoltán Blum
- Károly Bosnyákovits
- József Ember
- Jenő Fekete
- József Győri
- Henrik Hajós
- Rezső Himmer
- György Hóri
- János Hungler
- Pál Kárpáti
- Béla von Kehrling
- Gyula Kiss
- Nándor Koch
- Lajos Kovács
- Béla Kovácsy
- Jenő Ligeti
- Lajos Lutz
- Antal Lyka
- István Béla Magda
- Frigyes Mandl
- Ferenc Müller
- György Orth
- István Pipa
- Gyula Polgár
- Béla Pósa
- Ede Rökk
- Miklós Sáros
- Imre Schlosser
- János Schmidt
- Bertalan Steiner
- Géza Székány
- József Sztancsik
- Pál Titkos
- József Vanicsek
- Gyula Zloch
- Károly Zsák